# Benno Schulz
Benno Schulz (* 5. Oktober 1935 in Stettin; † 10. Juli 2005 in Bechyně, Tschechien) war ein deutscher Maler und Grafiker. 

## Leben
Benno Schulz wurde am 5. Oktober 1935 in Stettin (heutiges Polen) geboren. Die Familie siedelte 1945 nach Parchim um, wo er 1953 die Lehre als Möbeltischler abschloss und 1956 das Abitur an der Arbeiter-und-Bauern-Fakultät der Universität Rostock ablegte. Von 1956 bis 1961 studierte er Kunsterziehung an der Ernst-Moritz-Arndt-Universität Greifswald und erhielt das Diplom als Kunsterzieher. In Halle war er von 1961 bis 1962 als Lehrer für Kunsterziehung und Werkunterricht tätig. 1962 begann er ein Zusatzstudium an der Hochschule für industrielle Formgestaltung Halle, Burg Giebichenstein, das er 1964 mit dem Diplom als Maler und Grafiker bei Hannes H. Wagner abschloss. Er blieb an der „Burg“ als wissenschaftlicher Mitarbeiter mit Lehrbeauftragung an der Sektion „Künstlerische und wissenschaftliche Grundlagen der Gestaltung“ und wurde 1969 zum Dozenten berufen. Hier hat er die von Lothar Zitzmann begonnene Grundlehre für Gestaltung weiter entwickelt und nach dessen Tod 1977 aus dem fragmentarischen Nachlass eine Dokumentation erarbeitet (s. u.) sowie die Grundlagenlehre ausgebaut.
1985 wechselte er an die Martin-Luther-Universität in Halle (Saale), wo er die Stelle des Universitätszeichenlehrers bis zu deren Streichung 1996 übernahm. Er wurde somit in der langen Tradition zum letzten Universitätszeichenlehrer der Universität. Diese Stelle zeichnet sich aus, dass andere bildende Künstler, so  z. B. Conrad Felixmüller sie innehatten.
Er war über viele Jahrzehnte nebenberuflich als Zirkelleiter (u. a. für die Lehrer Aus- und Weiterbildung) und an der Spezialschule für Zirkelleiter tätig.
Vor allem sein Werk zur visuell-gestalterischen Grundlagenausbildung wird noch heute genutzt.

## Mitgliedschaften
- 1965–1990: Verband Bildender Künstler der DDR
- 1990–2005: BBK Sachsen-Anhalt e. V.
- Vereinigung Hallescher Künstler e. V.
- 1. Kunstkreis Sachsen-Anhalt

## Ehrungen
- 1969: Kunstpreis des Erdölverarbeitungswerks Schwedt
- 1981: Heinrich-von Kleist-Preis der Stadt ( des Bezirks ?) Frankfurt/Oder
- 1982: Kunstpreis des FDGB (im Kollektiv)

## Werk
Von Malerei und Grafik (vor allem Blumenstillleben, Landschaften, Miniaturen, Städtebilder, Natur, Menschen) sind in Schichtenmalerei, Pastell, Öl, Aquarell, Tempera, farbiger Tusche, Ölkreide und als farbige Offsetlithografien, Holzschnitt, Radierungen und Zeichnungen hergestellt.
Baugebundene Kunst in Sgraffito, Mosaik, Bleiverglasung, Glasklebetechnik gibt es in Halle, Gräfenhainichen und Freyburg.
Eindrücke von Studienreisen (Polen, Bulgarien, Sowjetunion, Mittelasien, Ägypten, Vietnam, Italien, Frankreich, Norwegen, Indien, Tschechien, Nepal, Marokko, Thailand, USA, Malta, Teneriffa, Chile, Antarktis, Sibirien, Griechenland) spiegeln sich in seinen Werken wider, aber auch das Thema „Halle und Umfeld“ findet sich in seinen Arbeiten.
Arbeiten Schulz’ befinden sich u. a. im Museum Schloss Bernburg.

## Weitere Werke (Auswahl)
- Ernst-Thälmann-Platz Halle (1966/1967, Aquatinta-Radierung; aus der Serie Stadtlandschaften; auf der VI. Deutschen Kunstausstellung)[2]
- Großzicker im Winter I (1969, Öl)[3]
- Albert Ebert (1976, Mischtechnik, 85 × 70 cm; auf der VIII. Kunstausstellung der DDR)[4]

## Ausstellungen (unvollständig)
- Dresden, VI., VII., VIII. Kunstausstellungen der DDR
- 1967 bis 1985: Halle (Saale), sieben Bezirkskunstausstellungen
- 1969: Leipzig, Messehaus am Markt („Kunst und Sport“)
- 1975 und 1979: Schwerin, Staatliches Museum („Farbige Grafik in der DDR“)
- 1977: Halle, Galerie Roter Turm: Druckgrafik Hallescher Künstler
- 1979: „100 ausgewählte Grafiken der DDR“
- 1982: Fürstenwalde, Altes Rathaus („Miniatur in der bildenden Kunst der DDR“)
- 2000: Halle: Verein Hallescher Künstler e.G.: Kamtschatka
- 2001: Bernburg: Kreissparkasse: Kügelgen-Stipendium
- 2001: Halle: Verein Hallescher Künstler e.G.: Jahresausstellung
- 2003: Halle: Galerie der Kommode
- 2004: Halle: STRABAG sowie weitere Beteiligungen im In- und Ausland

Einzelausstellungen unter anderem in Halle (Saale), Gatersleben, Dessau, Delitzsch, Niemberg, Bernburg, Quedlinburg, Nordhausen, Ballenstedt, Berlin und Schwerin